# Hùng Lợi
Hùng Lợi là một xã thuộc tỉnh Tuyên Quang, Việt Nam.
Xã Hùng Lợi có diện tích 103,1 km², dân số năm 1999 là 5173 người, mật độ dân số đạt 50 người/km².